# Лагно Віктор Іванович
Лагно Віктор Іванович (24 липня 1957, Градизьк Глобинського району Полтавської області — 6 червня 2011, Полтава) — український вчений, математик, доктор фізико-математичних наук, професор, проректор з наукової роботи, завідувач кафедри математичного аналізу та інформатики Полтавського національного педагогічного університету ім. В.Г. Короленка.

## Біографія
Віктор Лагно народився 24 липня 1957 року в смт. Градизьк Глобинського району Полтавської області.
Закінчивши у 1974 році середню школу, і обравши спеціальність «математика», вступає до Полтавського державного педагогічного інституту ім. В. Г. Короленка на фізико-математичний факультет. У 1978 році закінчує інститут з відзнакою.
З 1978 по 1980 рік працює у Супрунівській середній школі Полтавського району.
У березні 1980 року йому пропонують посаду лаборанта кафедри математичного аналізу Полтавського державного педагогічного інституту ім. В. Г. Короленка, на яку він погоджується.
З жовтня 1980 по травень 1982 року — служба у Радянській армії.
Одразу після армії В.Лагно повертається до трудової діяльності в педінституті. З 1 січня 1983 року він переходить на посаду асистента кафедри математичного аналізу.
З вересня 1985 року навчається в аспірантурі Київського державного педагогічного інституту імені О. М. Горького на кафедрі математики. Його науковим керівником стає Вільгельм Фущич. В аспірантурі займається підгруповим аналізом узагальнених груп Пуанкаре P(2,2), P(2,3) та P(2,n) та симетрійною редукцією нелінійних хвильових рівнянь інваріантних відносно узагальнених груп Пуанкаре.
Успішно закінчивши аспірантуру, В.Лагно повертається до роботи у Полтавському педінституті, де починає розробляти курс математичного аналізу. 13 грудня 1988 року захищає кандидатську дисертацію «Підгрупова структура групи Пуанкаре P(2,3) і симетрійна редукція хвильових рівнянь» зі спеціальності 01.01.02 — диференціальні рівняння і математична фізика.
Співпрацює з інститутом післядипломної освіти. Читає лекції на курсах підвищення кваліфікації вчителів. Цикл лекцій написано та присвячено розв'язкам окремих видів задач, які зустрічаються в шкільному курсі, олімпіадним задачам.
27 квітня 1991 року обирається на посаду доцента кафедри математичного аналізу, а 29 травня 1992 року отримує вчене звання доцента кафедри математичного аналізу.
У жовтні 1994 року розпочинає навчання в докторантурі Інституту математики НАН України, де займається симетрійною редукцією та пошуком точних розв'язків рівнянь Янга-Мілса.
У вересні 2000 року стає завідувачем кафедри математичного аналізу та інформатики Полтавського педінституту.
У 2000 році виходить в світ наукова стаття, присвячена розв'язанню класичної задачі математичної фізики, зокрема опису всіх нееквівалентних еволюційних рівнянь другого порядку з однією просторовою змінною, які допускають нетривіальну групу Лі перетворень. Запропонований у ній абсолютно новий науковий метод через складність викладок не одразу сприймається провідними фахівцями галузі. Втім, сьогодні він широко використовується для досліджень рівнянь математичної фізики, а стаття є найбільш цитованою роботою з цього питання.
14 жовтня 2003 року в Інституті математики НАН України В.Лагно успішно захищає докторську дисертацію «Реалізації алгебр Лі груп локальних перетворень та груповий аналіз нелінійних диференціальних рівнянь» зі спеціальності 01.01.02 — диференціальні рівняння.
16 грудня 2004 року В.Лагну присвоюється вчене звання професора кафедри математичного аналізу та інформатики.
У 2005 році приймає пропозицію ректора Полтавського педуніверситету Володимира Пащенка зайняти посаду проректора з наукової роботи.
6 червня 2011 року Віктор Лагно помер.

## Наукові інтереси та здобутки
В. Лагно проводив наукові дослідження над проблемами групового аналізу диференціальних рівнянь: підгрупова структура груп Лі, симетрія і відокремлення змінних для модельних рівнянь математичної фізики, зображення алгебр Лі в класі векторних полів, групова класифікація нелінійних диференціальних рівнянь з частинними похідними. Також до кола його наукових інтересів належали актуальні проблеми викладання математики та інформатики у вищій та загальноосвітній школах.
Автор 166 наукових та науково-методичних праць. Серед публікацій 2 монографії, 7 навчальних посібників, 44 статті в наукових часописах, що входять до наукометричних баз і мають рейтинг цитування. Три статті були оприлюднені  після виходу бібліографічного покажчика [Архівовано 10 вересня 2016 у Wayback Machine.].

## Відзнаки і нагороди
- 1999 — Відзнака «Відмінник освіти України»;
- 2007 — Почесна грамота Полтавської обласної ради;
- 2008 — Почесна грамота виконавчого комітету Полтавської міської ради;
- 2008 — Знак Міністерства освіти і науки України «Петро Могила»;
- 2009 — Почесна грамота Національної академії педагогічних наук;
- 2009 — Знак Українського математичного конгресу «Микола Боголюбов»;
- 2010 — Почесна грамота Кабінету Міністрів України.

## Перелік друкованих праць
1985
1. Подалгебры алгебры Пуанкаре AP(2,2) / В. И. Лагно // Теоретико–групповые исследования уравнений математической физики / Институт математики АН УССР. – К., 1985. – С. 96 –107.
2.Подалгебры обобщенной алгебры Пуанкаре AP(2,n) / Л. Ф. Баранник, В. И. Лагно, В. И. Фущич. – К., 1985. – 52 с. – (Препр./ Ин-т математики Ан УССР ; 85.89).
1987
3.О непрерывных подгруппах обобщенной группы Пуанкаре P(2,3) и их инвариантах / В. И. Лагно // Симметрия и решения нелинейных уравнений математической физики : сб. науч. тр. / Институт математики АН УССР. – К., 1987. – С. 84–89.
4.О подалгебрах обобщенной алгебры Пуанкаре AP(2,3) / В. И. Лагно // Тезисы сообщений XIX Всесоюзной алгебраической конференции. – Л., 1987. – Ч. І. – С. 155.
5. Операторы Казимира подалгебр алгебры Пуанкаре AP(2,2) / В. И. Лагно // Асимптотические методы решения дифференциальных и интегро-дифференциальных уравнений / Киев. гос. пед. ин-т. – К., 1987. – С. 55–62.
1988
6. Абелевы подалгебры алгебры Пуанкаре AP(2,2) и разделение переменных в пространстве Минковского M(2,2) / В. И. Лагно // Симметрийный анализ и решения уравнений мат. физики / Институт математики АН УССР. – К., 1988. – С. 16–19.
7.Подалгебры алгебры Пуанкаре AP(2,3) и симметрийная редукция нелинейного ультрагиперболического уравнения Даламбера / Л. Ф. Баранник, В. И. Лагно, В. И. Фущич // Украинский математический журнал. – 1988. – Т. 40, № 4. – C. 411–416.
1989
8. Непрерывные подгруппы расширенной группы Пуанкаре (2,2) P ~ / В. И. Лагно, Ю. Д. Москаленко // Методы исследований алгебраических и топологических структур / Киев. гос. пед. ин-т. – К., 1989. – С. 69–78.
9.О точных решениях полилинейной системы уравнений Даламбера–эйконала / В. И. Лагно // Труды научной конференции молодых ученых Института математики АН УССР, (Киев, 15–17 июл. 1988 г.). – К., 1989. – С. 31–36. – (Деп. В ВИНИТИ 20.01.89, № 487 – B 89).
10. Однопараметрические подгруппы обобщенной группы Пуанкаре P(2, n) и их инварианты / Л. Ф. Баранник, В. И. Лагно // Украинский математический журнал. – 1989. – Т. 41, № 9. – C. 1169–1172.
11. Подалгебры алгебры Пуанкаре AP(2,3) и симметрийная редукция нелинейного ультрагиперболического уравнения Даламбера. II / Л. Ф. Баранник, В. И. Лагно, В. И. Фущич // Украинский математический журнал. – 1989. – Т. 41, № 5. – C. 579–584.
12. Тройки коммутирующих нелокальных операторов симметрии восьмикомпонентного уравнения Дирака / В. И. Лагно // Симметрия и решения уравнений математической физики / Институт математики АН УССР. – К., 1989. – С. 31–35.
1990
13. О точных решениях нелинейного уравнения Даламбера, содержащих произвольные функции / Р. З. Жданов, В. И. Лагно // Теоретико-алгебраический анализ уравнений математической физики / Институт математики АН УССР. – К., 1990. – С. 34–39.
14. Пуанкаре – інваріантні анзаци для поля Максвелла / Р. З. Жданов, В. Ф. Смалій, В. І. Лагно // Доповіді АН УРСР. – 1990. – № 4. – C. 5–7.
15. Эстетический аспект мотивационно–потребностной деятельности учителя математики / В. И. Лагно, В. А. Ржеко, И. В. Севрюк // Формирование нравственной и эстетической культуры учащейся молодежи в условиях обновления социализма : тезисы докл. облас. науч.-практ. конф. – Полтава, 1990. – С. 125–127.
1991
16. Компьютеризация лекционного курса по математическому анализу / А. П. Губачев, В. И. Лагно // Интенсификация учебного процеса на основе компьютерной технологии обучения : материалы науч.-метод. конф., (Полтава, 5–7 февр. 1991 г.) / Полтав. гос. пед. ин-т им. В. Г. Короленка. – Полтава, 1991. – С. 78–81.
17. Сучасність та ідеї М. В. Остроградського про організацію математичної освіти / О. П. Губачов, В. І. Лагно // Життєвість науково-педагогічних поглядів академіка М. В. Остроградського / Полтав. держ. пед. ін-т ім. В. Г. Короленка. – Полтава, 1991. – С. 10–13.
18. Україномовна комп'ютерна навчальна програма з математичного аналізу / О. П. Губачов, В. І. Лагно // Проблеми українізації комп'ютерів : тези доп. конф. – Л., 1991. – С. 21–22.
19. Україномовні комп'ютерні навчальні системи з математики / О. П. Губачов, В. І. Лагно // Мова в системі початкового навчання : тези республік. наук.-практ. конф., (Полтава, 12–14 лист. 1991 р.). – Полтава, 1991. – С. 58–60.
1992
20. Комп'ютерна підтримка викладання математичних дисциплін в школі / О. П. Губачов, В. І. Лагно // Значимість принципів Я. А. Коменського для творчого вивчення математики : наук.-метод. розробка для вчителів та студентів / Полтав. держ. пед. ін-т ім. В. Г. Короленка. – Полтава, 1992. – С. 67–71.
21. Комп'ютерне зберігання і відображення теоретичного матеріалу з математичного аналізу / О. П. Губачов, В. І. Лагно // Використання сучасної інформаційної технології в навчальному процесі : матеріали міжвуз. наук.-практ. конф. – К., 1992. – С. 128–132.
22. Перетворення файлів даних / О. П. Губачов, В. І. Лагно // Проблеми українізації комп'ютерів : тези доп. II міжнар. конф. – Л., 1992. – С. 25–26.
23. Про матричні методи розв’язування систем диференціальних рівнянь першого порядку : методичні рекомендації для студентів фіз.-мат. фак-тів / В. І. Лагно. – Полтава, 1992. – 12 с.
24. Решение математических задач в системе "Turbo Pascal" :методические рекомендации для студентов / А. П. Губачев,В. И. Лагно ; Полтав. гос. пед. ин-т им. В. Г. Короленка. – Полтава, 1992. – 20 с.
25. Classification of commuting symmetry operators of the Levi– Leblond equations / R. Z. Zhdanov, V. I. Lagno // Symmetry Analysis of equations of mathematical physics / Інститут математики АН України. – К., 1992. – C. 35–40.
26. Invariant solutions of eiconal equation simulating process of corrosion / V. O. Bondar, V. I. Lagno, N. I. Serov // Доповіді АН УРСР. – 1992. – № 5. – C. 24–27.
1993
27. Про відокремлення змінних для багатовимірних хвильових рівнянь / О. П. Губачов, В. І. Лагно, Г. О. Лагно // Макаренківські читання / Полтав. держ. пед. ін-т ім. В. Г. Короленка. – Полтава, 1993. – С. 97–98.
28. Invariants of one–parameter subgroups of the conformal group C(1,n) / W. I. Fushchich, L. F. Barannik, V. I. Lagno // Доповіді АН України. – 1993. – № 3. – C. 45–48.
29. On nonlinear representation of the conformal algebra AC (2,2) / W. I. Fushchich, V. I. Lagno, R. Z. Zhdanov // Доповіді АН України. – 1993. – № 9. – C. 44–47.
30. On separability criteria for a time–invariant Fokker–Plank equation / R. Z. Zhdanov, V. I. Lagno // Доповіді АН України. – 1993. – № 2. – C. 18–21.
1994
31. Про нові точні розв'язки рівнянь Янга–Міллса / Р. З. Жданов, В. І. Лагно // Доповіді АН України. – 1994. – № 8. – C. 26–31.
32. On linear and non–linear representations of the generalized Poincaré groups in the class of Lie vector fields / W. Fushchich, L. Barannik, V. Lagno // J. Nonlinear Math. Phys. – 1994. – V. 1, № 3. – P. 295–308.
1995
33. Практикум з методів математичної фізики. І. Векторний аналіз / В. І. Лагно, В. О. Марченко, В. Ф. Смалій ; Полтав. держ. пед. ін-т ім. В. Г. Короленка. – Полтава, 1995. – 24 с.
34. Практикум з методів математичної фізики. II. Рівняння математичної фізики / В. І. Лагно, В. О. Марченко, В. Ф. Смалій ; Полтав. держ. пед. ін-т ім. В. Г. Короленка. – Полтава, 1995. – 28 с.
35. Пуанкаре – інваріантна редукція самодуального рівняння Янга–Міллса / Р. Жданов, В. Лагно // Розробка та застосування математичних методів в науково–технічних дослідженнях : тези доп. Всеукр. наук. конф. – Львів, 1995. – Ч. I. – С. 26–27.
36. Reduction of the self–dual Yang–Mills equations I. The Poincaré group / R. Z. Zhdanov, W. I. Fushchich, V. I. Lahno // Український математичний журнал. – 1995. – Т. 47, № 4. – C. 456–462.
37. Symmetry Reduction and Exact Solutions of the Yang–Mills Equations / V. I. Lagno, R. Z. Zhdanov, W. I. Fushchich // J. Nonlinear Math. Phys. – 1995. – V. 2, № 1. – P. 51–72.
1996
38. Про нові зображення груп Пуанкаре та Евкліда / В. І. Лагно // Доповіді НАН України. – 1996. – № 8. – C. 14–18.
39. Про нові нелінійні рівняння, інваріантні відносно групи Пуанкаре в двовимірному просторі–часі / В. І. Фущич, В. І. Лагно // Доповіді НАН України. – 1996. – № 11. – C. 60–65.
40. (1,3) P ~ – інваріантні анзаци для поля Максвелла / В. І. Лагно, В. Ф. Смалій // Доповіді НАН України. – 1996. – № 12. – C. 49–54.
41. (1,3) P ~ – інваріантна редукція самодуальних рівнянь Янга–Міллса / В. І. Лагно // Моделирование и исследование устойчивых систем : тезисы докл. конф. – К., 1996. – С. 81.
42. (1,3) P ~ – інваріантна редукція та точні розв'язки рівнянь Янга–Міллса / В. І. Лагно // Математическое моделирование / Институт математики. – К., 1996. – C. 145–148.
43. On Poincare–invariant reduction and exact solutions of the Yang–Mills equations / V. Lahno // J. Nonlinear Math. Phys. – 1996. – V. 3, № 3–4. – P. 291–295.
1997
44. Про зображення групи Евкліда в класі векторних полів Лі / Р. З. Жданов, В. І. Лагно // Вісник Черкаського університету / Черкаський державний університет. – Черкаси, 1997. – С. 28–35. – (Природничі науки, вип. 1).
45. Про нові нелінійні рівняння інваріантні відносно групи Пуанкаре / В. І. Лагно // Thesis of conference reports of the International Conference "Modelling and investigation of systems stability." – Kiev, 1997. – P. 63.
46. (1,3) P ~ – інваріантна редукція рівнянь Янга–Міллса до систем звичайних диференціальних рівнянь / В. І. Лагно // Доповіді НАН України. – 1997. – № 7. – C. 21–26.
47. Редукция самодуальных уравнений Янга–Миллса по подгруппам расширенной группы Пуанкаре / В. И. Лагно, Біобібліографічний покажчик В. И. Фущич // Теоретическая и математическая фізика. – 1997. – Т. 110, № 3. – C. 416–432.
48. Conformally invariant ansatze for the Maxwell field / V. Lahno // J. Nonlinear Math. Phys. – 1997. – V. 4, № 3–4. – P. 392–400.
49. Symmetry Reduction and Exact Solutions of the SU(2) Yang–Mills Equations / V. Lahno // Proc. International Conference "Symmetry in Nonlinear Mathematical Physics." – Kiev, 1997. – V. 1. – P. 206–210.
1998
50. Конформно–інваріантний розв'язок рівнянь Максвелла / В. І. Лагно // Симетрійні та аналітичні методи в математичній фізиці : зб. наук. праць / Інститут математики НАН України. – К., 1998. – С. 123–129.
51. Лінійні та нелінійні зображення груп Галілея в двовимірному просторі-часі / В. І. Фущич, В. І. Лагно // Український математичний журнал. – 1998. – Т. 50, № 3. – C. 414–423.
52. Про нові зображення алгебри Лі групи Пуанкаре P(1,2) / Р. З. Жданов, В. І. Лагно // Вісник державного університету "Львівська політехніка". – 1998. – № 337. – C. 26–29. – (Прикладна математика).
53. Про нові реалізації алгебри Лі групи Евкліда / В. І. Лагно // Збірник наукових праць Полтавського державного педагогічного інституту ім. В. Г. Короленка. – Полтава, 1998. – Вип. 3. – С. 7–11. – (Фізико-математичні науки).
54. Редукція рівнянь Максвелла для векторного потенціалу за підалгебрами розширеної алгебри Пуанкаре / В. І. Лагно, М. В. Лутфулін // Доповіді НАН України. – 1998. – № 7. – C. 31–36.
55. On new relativistically invariant nonlinear equations in two–dimensional space–time / V. Lahno // Rep. of Math. Phys. – 1998. – V. 41, № 3. – P. 271–277.
56. On new Galilei-invariant equations in two-dimensional spacetime / V. I. Lahno // J. Phys.A.: Math. Gen. – 1998. – V. 31, № 42. – P. 8511–8519.
57. Conditional symmetry of a porous medium equation / R. Z. Zhdanov, V. I. Lahno // Physica D. – 1998. – V. 122. – P. 178– 186.
58. Conditional symmetries of the (1+1) – dimensional Boussinesq equation: a no–go theorem / R. Z. Zhdanov, V. I. Lahno // Симетрійні та аналітичні методи в математичній фізиці : зб. наук. праць / Інститут математики НАН України. – К., 1998. – Т. 19. – С. 88–99.
1999
59. Нелінійні рівняння інваріантні відносно групи Евкліда та її розширень в двовимірному просторі / В. І. Лагно // Наукові записки / Полтав. держ. пед. ун-т ім. В. Г. Короленка. – Полтава, 1999. – С. 18–21. – (Сер. фізико–математична).
60. Group classification of heat conductivity equations with a nonlinear source / R. Zhdanov, V. Lahno // J.Phys.A: Math.Gen. – 1999. – V. 32, № 42. – P. 7405–7418.
2000
61. Групова класифікація рівнянь теплопровідності з нелінійним джерелом / Р. З. Жданов, В. І. Лагно // Доповіді НАН України. – 2000. – № 3. – С. 12–16.
62. Інваріантність одного класу нелінійних рівнянь еволюційного типу відносно напівпростих алгебр Лі операторів симетрії / А. О. Абраменко, В. І. Лагно // Збірник наукових праць Полтавського державного педагогічного університету ім. В. Г. Короленка. – Полтава, 2000. – Вип. 1(9). – С. 53–59. – (Сер. Фіз.-мат. науки).
63. О новых реализациях групп Пуанкаре P(1,2) и Р(2,2) / Р. З. Жданов, В. И. Лагно // Український математичний журнал. – 2000. – Т. 52, № 4. – С. 447–462. Біобібліографічний покажчик
64. Попередня групова класифікація нелінійного гіперболічного рівняння теплопровідності / В. І. Лагно, О. А. Тимошенко // Збірник наукових праць Полтавського державного педагогічного університету ім. В. Г. Короленка. – Полтава, 2000. – Вип. 1(9). – С. 36–40. – (Сер. Фіз.-мат. науки).
65. Про організацію науково–дослідної роботи з математики в середніх закладах освіти / В. Лагно, В. Стогній, М. Шмигевський // Математика в школі. – 2000. – № 1. – С. 16–23.
66. On Covariant Realizations of the Euclid Group / R. Z. Zhdanov, V. I. Lahno, W. I. Fushchych // Commun. Math. Phys. – 2000. – V. 212. – P. 535–556.
67. Realizations of the Poincaré algebra and Poincaré–invariant equations in three–dimensional space–time / V. I. Lahno // Rep. on Math. Phys. – 2000. – V. 46, № 112. – P. 137–142.
68. The Ovsjannikov’s Theorem on Group Classification of a linear Hyberbolic Ttype Partial Differential Equation Revisited / V. Lahno, A. Onyshchenko // Proc. of Institute of Math. of the NAS of Ukraine. – 2000. – V. 30. – P. 141–145.
69. The Structure of Lie Algebras and the Classification Problem for Partial Differential Equations / P. Basarab–Horwath, V. Lahno, R. Zhdanov. – LinkWping University ; LiTH–MAT–R–2000-10.
70. Towards a Cassification of Realizations of the Euclid Algebra e(3) / V. Lahno, R. Zhdanov // Proc. of Institute of Math. of the NAS of Ukraine. – 2000. – V. 30. – P. 146–150.
2001
71. Групова класифікація нелінійних рівнянь математичної фізики: новий підхід до розв'язування задачі / В. І. Лагно // М. В. Остроградський – видатний математик, механік і педагог : матеріали міжнар. конф., присвяченої 200-річчю з дня народження М. В. Остроградського. – Полтава. – 2001. – С. 35–36.
72. Про інваріантність квазілінійних рівнянь гіперболічного типу відносно тривимірних алгебр Лі / В. Лагно, О. Магда, Р. Жданов // Групові та аналітичні методи в математичній фізиці :праці / Інститут математики НАН України. – К., 2001. – Т. 36. – С. 136–158.
73. Про конформно–інваріантні анзаци для довільного векторного поля / В. І. Лагно // Групові та аналітичні методи в математичній фізиці : праці / Інститут математики НАН України. – К., 2001. – Т. 36. – С. 126–135.
74. Про особливості проведення науково–дослідної роботи з математики / В. І. Лагно // Нові педагогічні технології викладання фізико-математичних дисциплін у середніх навчальних закладах нового типу : зб. матеріалів Всеукр. наук.- практ. конф., (Полтава, 19–20 груд. 2000 р.) / Полтав. держ. пед. ун-т ім. В. Г. Короленка. – Полтава, 2001. – С. 184–188.
75. Про усне мовлення вчителя математики / В. Лагно, М. Шмигевський // Математика в школі. – 2001. – № 4. – C. 15–17.
76. Структура конформно-інваріантних анзаців для довільного векторного поля / В. І. Лагно // Збірник наукових праць Полтавського державного педагогічного університету ім. В. Г. Короленка. – Полтава, 2001. – Вип. 2(16). – С. 11–19. – (Серія Фіз.-мат. науки).
77. Classifying evolution equations / P. Basarab–Horwath, V. Lahno, R. Zhdanov // Nonlinear Analysis. – 2001. – V. 47. – P. 5135–5144.
78. Group analysis of some class of nonlinear evolution equations / V. I. Lagno // Proceeding of the International Conference "Modern Group Analysis For The New Millenium". – Ufa, 2001. – P. 105–110.
79. Symmetry and exact solutions of the Maxwell and SU(2) Yang– Mills equations / R. Zhdanov, V. Lahno // Modern Nonlinear Optics. Advances in Chemical Physics (Eds: I. Progogine, S.A. Rice and M. Evans). – 2001. – V. 119, part 2. – P. 269–352.
80. The structure of Lie algebras and the classification problem for partial differential equations / P. Basarab–Horwath, V. Lahno, R. Zhdanov // Acta Applicandae Mathematicae. – 2001. – V. 69, № 1. – P. 43–94.
2002
81. Групповая классификация нелинейных эволюционных уравнений. I. Инвариантность относительно полупростых групп локальных преобразований / В. И. Лагно, А. М. Самойленко // Дифференциальные уравнения. – 2002. – Т. 38, № 3. – С. 365–372.
82. Групповая классификация нелинейных эволюционных уравнений. II. Инвариантность относительно разрешимых групп локальных преобразований / А. А. Абраменко, В. И. Лагно, А. М. Самойленко // Дифференциальные уравнения. – 2002. – Т. 38, № 4. – С. 482–489.
83. Обобщенное уравнение Бюргерса для нелинейных вторичных волн в газе квазичастиц / В. Д. Ходусов, В. И. Лагно // Вісник Харківського національного університету. – 2002. – Вип. 4(20), № 574. – С. 111–113. – (Серія фізична “Ядра, частинки, поля.”).
84. Симетрійний аналіз рівнянь еволюційного типу / В. І. Лагно, С. В. Спічак, В. І. Стогній ; Інститут математики НАН України. – К., 2002. – 360 с.
85. Group classification of nonlinear partial differential equations: a new approach to resolving the problem / P. Basarab–Horvath, V. Lahno // Symmetry in nonlinear mathematical physics : proceedings of the fourth international conference, (Kyiv, Ukraine, 9– 15 Jule 2001). – Kyiv, 2002. – Part 1. – P. 86–92.
86. Group classification of nonlinear evolution equations / V. Lahno // Обратные задачи и нелинейные уравнения : тезисы докл. междунар. конф., (Харьков, 12–16 авг. 2002 г.). – С. 55–56.
87. Group Classification of Quasilinear Evolution Equations / V. Lagno // Тезисы 16 международного симпозиума по нелинейной акустике / Моск. гос. ун-т. – М., 2002. – С. 249.
2003
88. Групповая классификация одного класса квазилинейных волновых уравнений / В. И. Лагно, Е. В. Магда // Вісник Харківського національного університету. – 2003. – № 582. – С. 179–191. – (Серія “Математика, прикладна математика і механіка”).
89. Про організацію науково-дослідної роботи з математики в середніх закладах освіти / В. І. Лагно // Особистісно орієнтоване навчання математики: сьогодення і перспективи : матеріали Всеукр. наук.-практ. конф., (Полтава, 9–10 груд. 2003 р.) / Полтав. держ. пед. ун-т імені В. Г. Короленка. – Полтава, 2003. – С.21–24.
90. Реалізації алгебр Лі груп локальних перетворень та груповий аналіз нелінійних диференціальних рівнянь : автореф. дис. на здобуття наук. степеня д-ра. фіз.-мат. наук : спец. 01.01.02 «Диференційне рівняння» / Віктор Іванович Лагно ; Інститут математики НАН України. – К., 2003. – 36 с.
2004
91. Використання тестових можливостей програми Visual Calculus під час вивчення математичного аналізу / О. П. Губачов, В. І. Лагно // Актуальні проблеми теорії і методики навчання математики : тези Всеукр. конф., (Київ, 6 верес. 2004 р.) / НПУ ім. М. П. Драгоманова. – К., 2004. – С. 48–49.
92. Диференціальні рівняння : навч. посіб. для студ. фіз.-мат. фак-ту / О. П. Губачов, В. І. Лагно ; Полтав. держ. пед. ун-т імені В. Г. Короленка. – Полтава, 2004. – 116 с.
93. Інваріантність нелінійних еволюційних рівнянь відносно напівпростих груп локальних перетворень / В. І. Лагно, В. І. Стогній // Наукові вісті НТУУ „КПІ”. – 2004. – № 5. – С. 136–142.
94. Про деякі нерозв’язані задачі теоретично–группового аналізу диференціальних рівнянь / В. І. Лагно // Наукові записки : матеріали звітної наук. конф. виклад., аспірантів, магістрантів і студентів фіз.-мат. фак-ту / Полтав. держ. пед. ун-т ім. В. Г. Короленка. – Полтава, 2004. – С. 8–17.
95. Симметрийный анализ уравнений эволюционного типа / В. И. Лагно, С. В. Спичак, В. И. Стогний ; Институт компьютерных исследований. – М. ; Ижевск, 2004. – 392 с.
96. Group classification of the general quasi–lenear wave equation: invariance under low–dimensional Lie algebras / P. Basarab– Horwath, V. Lahno. – Linkoeping : Linkoeping University, 2004. – 31 p. (Prepr. LITH – MAT – R– 2004 – SE).
97. On realizations of the conformal algebra and nonlinear invariant equation in low–dimensional space–time / V. Lahno // Proc. of Institute of Mathematics of the NAS of Ukraine. 2004. — Vol. 50, Part 1. — P. 153–158.
98. Symmetry classification of KdV–type nonlinear evolution equations / F. Gungor, V. Lahno, R. Zhdanov // Proc. of Institute of Mathematics of the NAS of Ukraine. – 2004. – Vol. 50, Part 1. – Р. 125–130.
99. Symmetry classification of KdV–type nonlinear evolution / F. Gungor, V. Lahno, R. Zhdanov // J. Math. Phys. – 2004. – Vol. 5, № 6. – P. 2280–2313.
100. The structure of Lie algebras and the classification problem for partial differential equations / P. Basarab–Horwath, V. Lahno, O. Magda // Proc. of Institute of Mathematics of the NAS of Ukraine. – 2004. – Vol. 50, Part 1. – P. 40–46.
2005
101. Електронний підручник з математичного аналізу / О. П. Губачов, В. І. Лагно // Особистісно орієнтоване навчання математики: сьогодення і перспективи : матеріали II Всеукр. наук.–практ. конф., (Полтава, 6–7 груд. 2005 р.). – Полтава, 2005. – C. 173–177.
102. Математичний зміст як засіб розвитку розумових здібностей школярів / В. І. Лагно, В. О. Марченко // Особистісно орієнтоване навчання математики: сьогодення і перспективи : матеріали II Всеукр. наук.-практ. конф., (Полтава, 6–7 груд. 2005 р.). – Полтава, 2005. – C. 108–110.
103. Попередня групова класифікація узагальненого рівняння Крамерса в тривимірному просторі–часі / В. І. Лагно // Наукові записки : матеріали звітної наук. конф. викл., аспірантів, магістрів і студентів фіз.–мат. фак-ту / Полтав. держ. пед. ун-т ім. В. Г. Короленка. – Полтава, 2005. – C. 8–22.
104. Group classification of nonlinear wave equations / V. І. Lahno, R. Z. Zhdanov // J. Math. Phys. – 2005. – V. 46. – P. 053301 – 1 – 053301 – 37.
105. Group classification of the General Evolution Equations: Local and Quasilocal Symmetries / R. Z. Zhdanov, V. I. Lahno // SIGMA. – 2005. – Vol. 1. – (Paper 009, 7 pages).
106.Symmetry reduction and exact solutions of the Yang–Mills equations / V. I. Lahno, R. Z. Zhdanov, W. I. Fushchych // Вибрані твори. В. І. Фущич. – К., 2005. – C. 316–335.
2006
107. Груповий аналіз загального еволюційного рівняння другого порядку: інваріантність відносно груп локальних перетворень з нетривіальним розкладом Леві / Р. З. Жданов, В. І. Лагно // Симетрія і інтегровність рівнянь математичної фізики : зб. пр. / Інститут математики НАН України. – К., 2006. – Т.3, № 2. – С. 124–147.
108. Основи економетрики : навч. посіб. для вузів / В. І. Лагно, А. М. Онищенко, М. В. Долгополова. – Полтава : АСМІ, 2006. – 200 с.
109. Попередня групова класифікація узагальненого рівняння Крамерса / В. І. Лагно, В. І. Стогній // Одинадцята міжнародна наукова конференція імені академіка М. Кравчука : матеріали конф., (Київ, 18–20 трав. 2006 р.). – К., 2006. – С. 170.
110. Предварительная групповая классификация квазилинейных уравнений эллиптического типа / В. И. Лагно, С. В. Спичак // Современные методы физико–математических наук : труды междунар. конф., (Орел, 9–14 окт. 2006 г.) / Орловский гос. ун-т. – Орел, 2006. – Т. 1. – С. 79–83.
111. Про рівняння типу Крамерса з нетривіальними симетрійними властивостями / В. Лагно, Ю. Олексійчук // Наукові записки : матеріали звітної наук. конф. виклад., аспірантів і студентів фіз.–мат. фак-ту / Полтав. держ. пед. ун-т ім. В. Г. Короленка. – Полтава, 2006. – С. 40–43.
112. Симетрія і точні розв'язки двовимірного рівняння Фоккера–Планка із змінною матрицею дифузії / В. І. Лагно, В. І. Стогній // Наукові вісті НТУ України „КПІ”. – 2006. – № 1 (45). – С. 132–138.
113. Спогади про Вчителя / В. І. Лагно // Симетрія і інтегровність рівнянь математичної фізики : зб. пр. / Інститут математики НАН України. – К., 2006. – Т.3, № 2. – С. 366–370.
114. Group Classification and Exact Solutions of Nonlinear Wave Equations / V. Lahno, R. Zhdanov, O. Magda // Acta Appl. Math. – 2006. – Vol. 91. – P. 253–313.
115. Preliminary group classification of the general quasi–linear wave equation / P. Basarab–Horwath, V. Lahno // Симетрія і інтегровність рівнянь математичної фізики : зб. пр. / Інститут математики НАН України. – К., 2006. – Т.3, № 2. – С. 9–30.
2007
116. Академік Пелагея Яківна Кочина / В. Лагно // Слов’янський збірник. – Полтава, 2007. – Вип. 6. – С. 244–251.
117. Групова класифікація квазілінійних рівнянь еліптичного типу. 1. Інваріантність відносно алгебр Лі з нетривіальним розкладом Леві / В. І. Лагно, С. В. Спічак // Український математичний журнал. – 2007. – Т. 59, № 11. – С. 1532–1545.
118. Групповая классификация квазилинейных уравнений эллиптического типа, инвариантных относительно разрешимых алгебр Ли / В. И. Лагно, С. В. Спичак // Актуальные проблемы обучения. К 155-летию со дня рождения А. П. Кисилева : труды Всерос. заочной науч.-практ. конф. / Орловский гос. ун-т. – Орел, 2007. – С. 439–443.
119. Жінки математики: академік Пелагея Яківна Кочина / В. І. Лагно // Математична освіта в Україні: минуле, сьогодення, майбутнє : тези міжнар. наук.-практ. конф., (м. Київ, 16–18 жовт. 2007 р.) / НПУ імені М. П. Драгоманова. – К., 2007. – С. 350–351.
120. Інструктивно–методичні матеріали до звіту про наукову роботу кафедри у 2007 році / В. І. Лагно, М. С. Ворцепньова ; Полтав. держ. пед. ун-т ім. В. Г. Короленка. – Полтава, 2007. – 22 с.
121. Комп’ютерний комплекс Visual Calculus та вивчення математичного аналізу / В. І. Лагно, О. П. Губачов // Комп’ютерна математика в науці, інженерії та освіті : матеріали Всеукр. наук.-техн. конф., (Полтава, 28–30 лист. 2007 р.) / Полтав. нац. техн. ун-т імені Юрія Кондратюка. – Полтава, 2007. – С. 34.
122. Комп’ютерний комплекс Visual Calculus та вивчення математичного аналізу / О. П. Губачов, В. І. Лагно // Імідж сучасного педагога. – 2007. – № 7–8. – С. 105–107.
123. Метод Монте–Карло. Спецкурс в лекціях та лабораторних роботах : навч. посіб. / В. І. Лагно, О. С. Мельниченко ; Полтав. держ. пед. ун-т ім. В. Г. Короленка. – Полтава, 2007. – 80 с.
124. Роль і місце доведення в математиці / В. І. Лагно // Наукові записки : матеріали звітної наук. конф. викл., аспірантів, магістрів і студентів фіз.-мат. фак-ту / Полтав. держ. пед. ун-т ім. В. Г. Короленка. – Полтава, 2007. – С. 9–14.
125. Симметрия и точные решения двухмерного уравнения Фоккера–Планка с переменной матрицей диффузии / В. И. Лагно, В. И. Стогний, Ю. Н. Маркитанов // Международная конференция, посвященная памяти И. Г. Петровского (ХХІІ совместное заседание Московского математического общества и семинара им. И. Г. Петровского, (Москва, 21–26 мая 2007 г.) : тезисы докл. / Моск. гос. ун-т. – М., 2007. – С. 307–308.
126. Group classification of the general second–order evolution equation: semi–simple invariance groups / R. Zhdanov, V. Lahno // J. Phys. A: Math. Theor. – 2007. – V. 40. – P. 5083–5103.
2008
127. Впровадження високих інформаційних технологій / В. І. Лагно // Вища педагогічна освіта і наука України: історія, сьогодення та перспективи розвитку. Полтавська область / за заг. ред. В. О. Пащенка, М. І. Степаненка, Б. В. Года ; АПН України, Асоціація ректорів пед. ун-тів Європи, Ін-т вищ. освіти. – Полтава, 2008. – С. 405–424.
128. Групповая классификация квазилинейных уравнений эллиптического типа относительно разрешимых алгебр Ли / В. И. Лагно, С. В. Спичак // Некоторые актуальные проблемы современной математики и математического образования. Герценовские чтения : материалы науч. конф., (Санкт-Петербург, 14–19 апр. 2008 г.). – СПб., 2008. – С. 75–79.
129. Дифференциальные операторы симметрии и интегрирование уравнения Колмогорова / В. И. Лагно, В. И. Стогний, Ю. Н. Маркитанов // Функциональные пространства. Дифференциальные операторы. Общая топология. Проблемы математического образования”: тезисы докладов посвященные 85-летию Л. Д. Кудрявцева : 3-я междунар. конф. – М., 2008. – С. 283–284.
130. Інструктивно–методичні матеріали до звіту про наукову роботу кафедри у 2008 році / В. І. Лагно, М. С. Ворцепньова ; Полтав. держ. пед. ун-т ім. В. Г. Короленка. – Полтава, 2008. – 18 с.
131. Математика. Тести. 5-12 класи : посібник / В. І. Лагно, О. А. Москаленко, В. О. Марченко та ін. – К. : Академвидав, 2008. – 320 с.
132. Наукова діяльність студентів. Досвід Полтавського державного педагогічного університету імені В. Г. Короленка / В. І. Лагно, М. С. Ворцепньова. – Полтава : АСМІ, 2008. – 24 с.
133. Наукова та науково-практична діяльність Полтавського державного педагогічного університету імені В. Г. Короленка / В. І. Лагно, М. С. Ворцепньова ; Полтав. держ. пед. ун-т ім. В. Г. Короленка. – Полтава, 2008. – 80 с.
134. Про вдосконалення культури математичного мовлення в майбутніх учителів математики / В. І. Лагно // Особистісно орієнтоване навчання математики: сьогодення і перспективи : матеріали III Всеукр. наук.-практ. конф., (Полтава, 8–9 квіт. 2008 р.) / Полтав. держ. пед. ун-т ім. В. Г. Короленка. – Полтава, 2008. – С. 121–122.
135. Про науково-дослідну роботу студентів у Полтавському державному педагогічному університеті імені В. Г. Короленка / В. І. Лагно // Спадщина А. С. Макаренка і педагогічні пріоритети сучасності : матеріали міжнар. наук.- практ. конф., (Полтава, 12–14 берез. 2008 р.) / за заг. ред. проф. М. В. Гриньової ; Полтав. держ. пед. ун-т ім. В. Г. Короленка. – Полтава, 2008. – С. 17–19.
136. Про організацію та проведення науково-дослідної роботи студентів у Полтавському державному педагогічному університеті імені В. Г. Короленка / В. І. Лагно, М. С. Ворцепньова // Методика викладання природничих дисциплін у вищій школі : матеріали міжнар. наук.-практ. конф. із залученням студентського природоохоронного руху. XV Каришинські читання / заг. ред. проф. М. В. Гриньової. – Полтава, 2008. – С. 6–9.
137. Програма Visual Calculus та математична підготовка особистості / В. І. Лагно, О. П. Губачов // Інформаційні технології в освіті, науці і техніці : матеріали VI Всеукр. конф. молодих науковців ІТОНТ / Черкас. нац. ун-т імені Богдана Хмельницького. – Черкаси, 2008. – С. 90.
138. Симметрия и разделение переменных для уравнения Колмогорова / В. И. Лагно, В. И. Стогний // Некоторые актуальные проблемы современной математики и математического образования. Герценовские чтения : материалы науч. конф., (Санкт-Петербург, 14–19 апр. 2008 г.). – СПб., 2008. – С. 79–83.
139. Симетрійний аналіз рівняння Колмогорова / О. Б. Качаєнко, В. І. Лагно, В. І. Стогній // Дванадцята міжнародна наукова конференція імені академіка М. Кравчука : матеріали конф., (Київ,15–17 трав. 2008 р.). – К., 2008. – С. 644.
140. Чи варто було відмовлятися від підручників Кисельова? / В. І. Лагно // Наукові записки : матеріали звітної наук. конф. викладачів, аспірантів, магістрантів і студентів фіз.-мат. фак-ту. – Полтава, 2008. – С. 57–62.
2009
141. Вільгельм Фущич – фундатор української школи групового аналізу диференціальних рівнянь / В. Лагно // Слов’янський збірник. – Полтава, 2009. – Вип. 8. – С. 180–187.
142. Диференціальні та інтегральні рівняння в прикладах і задачах : навч. посіб. для студ. фіз.-мат. фак-ту / В. І. Лагно, Ю. Г. Подошвелев ; Полтав. нац. пед. ун-т імені В. Г. Короленка. – Полтава, 2009. – Ч. 1. – 150 с.
143. Інструктивно–методичні матеріали до звіту про наукову роботу кафедри у 2009 році / М. С. Ворцепньова, В. І. Лагно ; Полтав. нац. пед. ун-т імені В. Г. Короленка. – Полтава, 2009. – 18 с.
144. Наукова та науково-технічна діяльність студентів у Полтавському державному педагогічному університеті імені В. Г. Короленка / В. Лагно // Виховання особистісних якостей майбутніх фахівців у системі студентського самоврядування : матеріали Всеукр. наук.-практ. конф. / Полтав. нац. пед. ун-т імені В. Г. Короленка. – Полтава, 2009. – С. 11–13.
145. Математика Тести. 5–12 класи : посібник / В. І. Лагно, О. А. Москаленко, В. О. Марченко та ін. – 2-ге вид. стер. – К. : Академвидав, 2009. – 320 с.
146. Науково-дослідницька робота учнів з математики в Малій академії наук : навч.-метод. посіб. / В. І. Лагно, О. С. Мельниченко, Н. Д. Карапузова, О. О. Ільченко, Л. І. Ворона ; Полтав. нац. пед. ун-т імені В. Г. Короленка. – Полтава, 2009. – 256 с.
147. Про групову класифікацію загального квазілінійного хвильового рівняння / В. Лагно // Збірник наукових праць викладачів, аспірантів, магістрантів і студентів фізико-математичного факультету / Полтав. нац. пед. ун-т імені В. Г. Короленка. – Полтава, 2009. — С. 20–24.
148. Роль і місце Малої академії наук в системі математичної підготовки учнів до вступу і навчання у вищих навчальних закладах / В. І. Лагно, О. С. Мельниченко // Проблеми математичної освіти" : матеріали міжнар. наук.-метод. конф., (Черкаси, 7–9 квіт. 2009 р.) / Черкас. нац. ун-т ім. Б. Хмельницького. – Черкаси, 2009. – С. 246–247.
149. Симметрийный анализ уравнения Колмогорова и одного его обобщения / В. И. Стогний, Ю. Н. Маркитанов, В. И. Лагно // Современные проблемы математики, механики и их приложений : материалы междунар. конф., посвященной 70-летию ректора МГУ академика В. А. Садовничего. – М., 2009. – С. 175.
150. Управління науковою діяльністю студентів у Полтавському державному педагогічному університеті імені В. Г. Короленка / М. С. Ворцепньова, В. І. Лагно // Спадщина видатних педагогів Полтавщини в міжнародному освітньому просторі : матеріали міжнар. наук.-практ. конф. Досвід видатних педагогів Полтавщини в управлінській діяльності : Всеукр. наук.-практ. семінар, (Полтава, 12–13 берез. 2009 р.) / за заг. ред. М. В. Гриньової ; Ін-т педагогіки Біобібліографічний покажчик АПН України, Полт. обл. рада, Полт. міська рада, Полт. держ. пед. ун-т імені В. Г. Короленка. – Полтава, 2009. — С. 4–6.
151. Preliminary group classification of a class of fourth-order evolution equations / Q. Huang, V. Lahno, C. Qu, R. Zhdanov // J. Math. Phys. – 2009. – Vol. 50. – P.023503-1-023505-23.
152. Quasi-linear elliptic type equations invariant under fivedimensional solvable Lie algebras / V. Lahno, S. Spichak // Proceedings of 4th Workshop «Group Analysis of Differential Equations and Integrable Systems», (Protaras, Cyprus, 26–30 October, 2008). – Protaras, 2009. – P. 121–134.
2010
153. Групова класифікація нелінійного рівняння колмогорівського типу / В. І. Лагно, В. І. Стогній, М. В. Кувіка // Третя міжнародна конференція молодих математиків з диференціальних рівнянь та їхніх застосувань, присвячена Ярославові Лопатинському : тези конф., (Львів, 3–6 лист. 2010 р.). – Л., 2010. – С. 67.
154. Групповая классификация и симметрийная редукция обощенного нелинейного уравнения колмогоровского типа / В. И. Лагно, И. В. Лагно, В. И. Стогний // Пятые Богдановские чтения по обыкновенным дифференциальным уравнениям : тезисы докл. междунар. мат. конф., (Минск, 7–10 дек. 2010 г.) / Иститут математики НАН Беларусь. – Минск, 2010. – С. 13.
155. Кирик Новгородець / В. Лагно // Слов’янський збірник : збірник наук. і наук.–публіцистичних пр. / уклад. Л. Л. Безобразова ; Слов’янський клуб м. Полтави. – Полтава, 2010. – Вип. 10. – С. 157–162.
156. Наукова та науково-технічна діяльність Полтавського національного педагогічного університету імені В. Г. Короленка у 2009 році / М. С. Ворцепньова, В. І. Лагно ; Полтав. нац. пед. ун-т імені В. Г. Короленка. – Полтава, 2010. – 80 с.
157. Нові інформаційні технології навчання при вивченні курсу вищої математики / В. І. Лагно // Збірник наукових праць викладачів, аспірантів, магістрантів і студентів фізико-математичного факультету (до 100-річчя від дня народження Миколи Федоровича Гур’єва). – Полтава, 2010. – С. 34–37.
158. Про нові можливості комп’ютерної математичної програми Visual Calculus / О. П. Губачов, В. І. Лагно // Інформатика та системні науки : матеріали Всеукр. наук.- практ. конф., (Полтава, 18–20 берез. 2010 р.) / Полтав. ун-т споживчої кооперації України. – Полтава, 2010. – С. 46–48.
159. Про роль і місце інтелігенції у сучасній епосі / В. І. Лагно // Слов’янський збірник : зб. наук. і наук.-публіцистичних пр. / уклад. Л. Л. Безобразова ; Слов’янський клуб м. Полтави. – Полтава, 2010. – Вип. 9. – С. 44–51.
160. Симметрийная редукция нелинейного уравнения типа Колмогорова и групповая классификация одного его обобщения / В. И. Лагно, В. И. Стогний // Некоторые актуальные проблемы современной математики и математического образования. Герценовские чтения : материалы науч. конф., (Санкт-Петербург, 12–17 апр. 2010 г.). – СПб., 2010. – С. 42–44.
161. Симетрійний аналіз нелінійного рівняння Колмогорова / В. І. Лагно, В. І. Стогній // Тринадцята міжнародна наукова конф. імені академіка М. Кравчука : матеріали конф., (Київ, 13–15 трав. 2010 р.) / Нац. техн. ун-т України «Київський політехнічний інститут». – К., 2010. – Т. 1. – С. 241.
162. Узагальнення і систематизація знань і вмінь студентів з елементарної математики у процесі вивчення функцій / О. В. Коваленко, В. І. Лагно, О. А. Москаленко // Вісник Черкаського університету. – 2010. – Вип. 181, ч.1. – С. 40–46.
163. Group classification and symmetry reductiob of nonlinear Kolmogorov type equation in three–dimensional space–time / V. I. Lahno, V. I. Stogniy // Proceeding of International Conference Nonlinear Differential Equations, (Dnipropetrovsk, 6–11 September 2010). – Donetsk, 2010. – P. 33.
164. On realization of Lie algebras of Poincaré group and new Poincaré-invariant equations / V. Lahno // Group Analysis of Differential Equations and Integrable Systems Abstracts, (Protaras, Cyprus, 6–10 June 2010). – Protaras, 2010. — P. 22.
2011
165. Групова класифікація квазілінійних рівнянь еліптичного типу II. Інваріантність відносно розв'язних алгебр Лі / В. І. Лагно, С. В. Спічак // Український математичний журнал. – 2011. – Т. 63, № 2. – C. 200–215.
166. Групповой анализ нелинейного уравнения колмогоровського типа и инвариантные решения задачи Коши / В. И. Лагно, В. И. Стогний, Ю. Н. Маркитанов // Дифференциальные уравнения и смежные вопросы : тезисы докл. междунар. конф., посвященной 110-й годовщине со дня рождения И. Г. Петровского, (Москва, 30 мая – 4 июня 2011 г.) / Моск. гос. ун-т. – М., 2011. – С. 253.
167. Про реалізації алгебр Пуанкаре та нові пуанкаре–інваріантні рівняння / В. І. Лагно // Збірник наукових праць викладачів, аспірантів, магістрантів і студентів фізико–математичного факультету / Полтав. нац. пед. ун-т імені В. Г. Короленка. – Полтава, 2011. – С. 28–34.
168. Різні підходи до наближеного обчислення визначених інтегралів / О. П. Губачов, В. І. Лагно // Інформатика та системні науки : матеріали II Всеукр. наук.-практ. конф., (Полтава, 17–19 берез. 2011 р.) / Полтав. ун-т економіки та торгівлі. – Полтава, 2011. – С. 72–77.
169. V. I. Lahno, S. V. Spichak Group classification of quasilinear elliptic-type equations. II. Invariance under solvable Lie algebras.-Ukrainian Mathematical Journal.- 2011, Volume 63, pp 236–253
170. R. Zhdanov, V. Lahno, C.Z. Qu, Nonlinear Evolution Equations and Semi-Simple Lie Algebras,in: "Evolution Equations", Ed. Arthur L. Claes, Chapter 9, pp. 331–362, Nova Science Publishers, 2011
2012
171. P. Basarab-Horwath,F. Güngör,V. Lahno Symmetry Classification of Third-Order Nonlinear Evolution Equations. Part I: Semi-simple Algebras. -Acta Applicandae Mathematicae, July 2012